# La Ventana, Baja California Sur
La Ventana är en ort i Mexiko.   Den ligger i kommunen La Paz och delstaten Baja California Sur, i den västra delen av landet, 1 200 km väster om huvudstaden Mexico City. La Ventana ligger 7 meter över havet och antalet invånare är 255.
Terrängen runt La Ventana är platt åt sydost, men åt nordväst är den kuperad. Havet är nära La Ventana åt nordost.  Närmaste större samhälle är San Juan de los Planes, 10,9 km sydost om La Ventana. 